# Čierny Potok
Čierny Potok – wieś (obec) na Słowacji położona w kraju bańskobystrzyckim, w powiecie Rymawska Sobota. Pierwsze wzmianki o miejscowości pochodzą z roku 1955. 
Według danych z dnia 31 grudnia 2012, wieś zamieszkiwało 158 osób, w tym 76 kobiet i 82 mężczyzn.
W 2001 roku rozkład populacji względem narodowości i przynależności etnicznej wyglądał następująco:
- Słowacy – 97,5%
- Czesi – 0,63%
- Węgrzy – 1,88%

Ze względu na wyznawaną religię struktura mieszkańców kształtowała się w 2001 roku następująco:
- Katolicy rzymscy – 84,38%
- Ewangelicy – 2,5%
- Husyci – 0,63%
- Ateiści – 8,75%
- Nie podano – 1,88%